# Jorge Ledesma

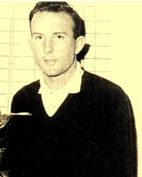
Jorge Ledesma in 1963

Jorge C. Ledesma Jr. (14 september 1932 - 12 oktober 2001) was een Argentijnse amateur golfer, die in dertig jaar ruim vijftig nationale en internationale toernooien won.
Bij het North Open was hij drie keer de beste amateur en bij het South Open negen keer. Verder won hij het Chileens Amateur, het Braziliaans Amateur en negen keer het Argentijns Amateur Open en twee keer het NK Strokeplay. Hij won twee professional toernooien, het Villa del Mar Open in Chili en het Argentijns Open, waar hij al vijf keer de beste amateur was geweest.
Ledesma speelde in de Masters in 1963 en scoorde 76-79, dus hij miste de cut. Ook speelde hij het US Open. De enige andere Argentijnse amateur die beide toernooien speelde, was Juan Segura. Maar hen werd de Ledesma-Segura Cup genoemd, die Ledesma twee keer won.

## Gewonnen
- 1952: Gordon Kenneth Cup
- 1955: Argentine Open (beste amateur), South Open
- 1956: Viña del Mar Open (Chile), South Open, Gordon Kenneth Cup, Gold Cup Uruguay
- 1957: Argentine Open (beste amateur), Gold Cup Uruguay
- 1959: Argentine National Amateur Championship
- 1960: Argentine Open (beste amateur), Raul Lottero Cup, South Open (beste amateur)
- 1961: Argentine Open (beste amateur), Abierto del Litoral, South Open (beste amateur)
- 1962: Argentine Open (beste amateur), Raul Lottero Cup, Gordon Kenneth Cup, Argentine Masters
- 1963: Argentine Open, South Open (beste amateur), Gordon Kenneth Cup, Chile Amateur Open
- 1964: Amateur Argentine Open, North Open (beste amateur), South Open (beste amateur), Gordon Kenneth Cup
- 1965: North Open (beste amateur), Raul Lottero Cup, Gordon Kenneth Cup
- 1966: Porto Alegre Open (Brazilië, beste amateur), Raul Lottero Cup, Argentine National Amateur Championship, Gordon Kenneth Cup
- 1967: Argentine Open (beste amateur), Porto Alegre Open (Brazilië, beste amateur), Argentine National Amateur Championship, Gordon Kenneth Cup, Argentine Masters, Brazil Amateur Open
- 1968: North Open (beste amateur), Raul Lottero Cup, South Open (beste amateur), Gordon Kenneth Cup
- 1970: South Open (beste amateur)
- 1971: Raul Lottero Cup
- 1972: South Open
- 1973: Raul Lottero Cup
- 1974: Ledesma-Segura Cup
- 1976: Amateur Argentine Open
- 1980: Ledesma-Segura Cup